# Habitatge al carrer Bisbe Vilanova, 11 (Olot)
L'habitatge al carrer Bisbe Vilanova, 11 és una obra noucentista d'Olot (Garrotxa) inclosa a l'Inventari del Patrimoni Arquitectònic de Catalunya.

## Descripció
És una casa de planta baixa, planta principal, pis i golfes. El teulat és a dues aigües amb els vessants vers les façanes laterals. Davant la façana principal hi havia hagut un gran jardí, amb àmplies escales que menaven a la porxada. Els murs estan estucats i els marcs de les finestres esgrafiats amb motius geomètrics a la planta principal i de fullatges al primer pis. Els balcons tenen les baranes d'estuc, amb motius de grans fullatges que es repeteixen en la barana de l'escalinata d'accés.

## Història
L'eixample és un projecte promogut per Manuel Malagrida, olotí enriquit a Amèrica, que va encarregar a l'arquitecte J. Roca i Pinet l'elaboració d'una ciutat-jardí, amb zones verdes i xalets unifamiliars. A partir del Passeig de Barcelona i del riu Fluvià, dibuixà una disposició radiocèntrica de carrers amb dos focus, la plaça d'Espanya i la d'Amèrica, unides pel pont de Colom. Així es planejà també el carrer Vilanova, amb cases unifamiliars de poca alçada i amb jardí, que tot i no tenir les pretensions de les situades en ple eixample, tindran elements arquitectònics i decoratius molt notables.